# Josef Srb-Debrnov

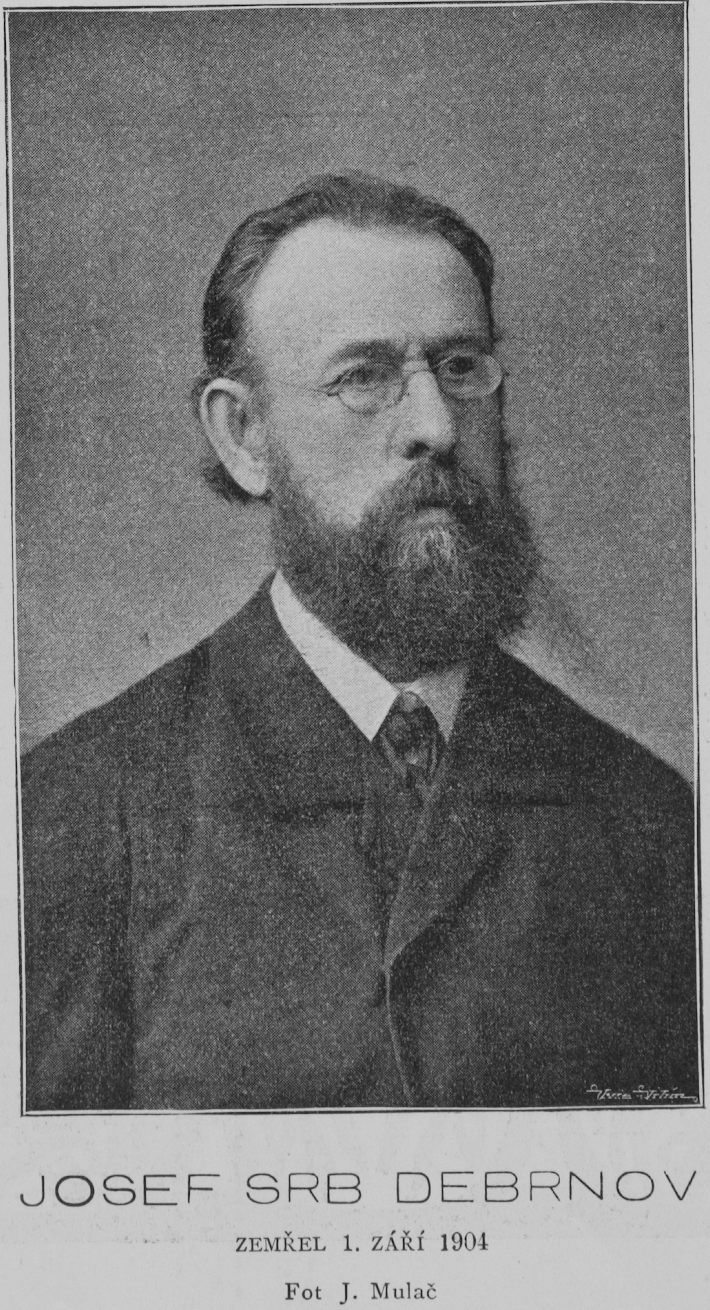
Josef Srb-Debrnov (1836–1904)

Josef Srb-Debrnov (* 18. September 1836 in Debrno; † 1. September 1904 in Prag) war ein tschechischer Musikhistoriker, Publizist und Organisator des Musiklebens.

## Leben und Wirken
Er ist im Dorf Debrno, einem Ortsteil von Dolany in Mittelböhmen als Josef Srb geboren. Den Namen Josef Srb-Debrnov oder Josef Debrnov benutzte er später als Pseudonym für seine literarischen Arbeiten. Nach Absolvieren des Gymnasiums in Prag (1850–1858) studierte er Geschichte und slawische Philologie an der Karlsuniversität (1858–1863) und arbeitete dann als Assistent am Akademischen Gymnasium (1863–1866), als Privatlehrer (1867–1875) und als Angestellter der Prager Sparkasse (1875–1879).
Seit seiner Kindheit liebte er Musik. Er nahm Gesangsunterricht, sang in verschiedenen Prager Chören und spielte Cello. Neben seinem Beruf widmete er sich immer mehr der Musik, bis er schließlich andere Tätigkeiten aufgab und sich ganz auf das Musikleben konzentrierte. Er war Mitbegründer und langjähriger Sekretär des Prager Gesangvereins Hlahol (1861–1865, 1870–1892). Für ihn übersetzte er ausländische Chorliteratur ins Tschechische.
Srb-Debrnovs Prager Wohnung wurde zu einem Treffpunkt von Musikern. Einige Kompositionen von Bedřich Smetana, Antonín Dvořák, Karel Bendl und anderen fanden hier ihre Uraufführungen. Srb Debrnov wirkte dabei am Cello mit. Er pflegte enge Kontakte zu führenden tschechischen Musikern, zu Karl Bendl, Ferdinand Heller, Antonín Dvořák, Ferdinand Laub, Zdeněk Fibich, Josef Klička und Eduard Nápravník und unterstützte sie als Publizist, Übersetzter und Organisator. Besondere Freundschaft verband ihn mit Bedřich Smetana. Srb-Debrnov wurde Smetanas Berater und Unterstützer in den letzten fünf Lebensjahren des Komponisten (1879–1884). Smetana holte sich bei ihm Rat auch in Details der kompositorischen Arbeit, in urheberrechtlichen und aufführungsrechtlichen Fragen. Srb-Debrnov lieferte Texte für einige von Smetanas Vokalkompositionen (Věno, Modlitba, Heslo, Naše píseň). Beim Brand des Prager Nationaltheaters rettete er Handschriften von Smetanas Opern, bewahrte sie auf und besorgte Abschriften für die Aufführungen.
Er übersetzte Opernlibretti tschechischer Opern und Vokalwerke in Deutsch, z. B. Die verkaufte Braut, Zwei Witwen, Der Kuß und Das Geheimnis von Smetana, Vanda, einige Liederzyklen und Moravské dvojzpěvy von Dvořák und Lejla von Karel Bendl. Seine Übersetzungen von Libretti waren nicht für die Aufführungen gedacht. Sie sollten als Grundlage für ein fremdsprachliches Libretto dienen, falls die Werke im Ausland angeboten werden sollten. Srb-Debrnov verfasste Beiträge für tschechische und ausländische Musikzeitschriften, z. B. für die Zeitschrift Dalibor. Für Ottův slovník naučný schrieb er den Artikel über Geschichte der Musik in Böhmen (Bd. VI, 1893, Seiten 361-376). Er schrieb eine umfangreiche musikhistorische Arbeit Dějiny hudby v Čechách a na Moravě (Geschichte der Musik in Böhmen und Mähren). Sein wichtigstes enzyklopädisches Werk, Slovník hudebních umělců slovanských (Wörterbuch der slawischen Musiker), blieb unvollendet als Handschrift. Seine kompositorischen Versuche sind unbedeutend.
Josef Srb-Debrnov starb in Prag nach einer längeren Krankheit und ist auf dem Vyšehrader Friedhof begraben.

## Werke
Auswahl seiner musikhistorischen Werke:
- Dějiny konservatoře pražské (1808–1878), Praha 1878 – „Geschichte des Prager Konservatoriums (1808–1878)“
- Smetanovo smyčcové kvarteto Z mého života, Dalibor, Bd. 1, 1879, S. 69–70. – „Smetanas Streichquartett Aus meinem Leben“
- Varhanická škola v Praze, Dalibor, Bd. III, 1881, S. 213–215 – „Die Orgelschule in Prag“
- Instrumentace: Stručný návod ku poznání nástrojův hudebních s dodavkem o hudbě komorní, s notovými příklady skladatelův českých, Praha 1883 – „Instrumentation: Eine kurze Anleitung zum Erkennen von Musikinstrumenten mit einem Anhang über Kammermusik, mit Notenbeispielen tschechischer Komponisten“
- Poslední rok života B. Smetany, Dalibor, Bd. VII, 1885, S. 177–180 – „Das letzte Lebensjahr von B. Smetana“
- Památník pražského Hlaholu: Na oslavu 25leté činnosti spolku, Praha 1886 (zusammen mit Ferdinand Tadra), online – „Denkschrift des Prager Hlahol: Zum 25jährigen Jubiläum des Vereins“
- Dějiny hudby v Čechách a na Moravě, Praha 1891 – „Geschichte der Musik in Böhmen und Mähren“, Text auf Wikisource
- Z deníků Bedřicha Smetany, Praha 1902 – „Aus den Tagebüchern von Bedřich Smetana“
- Slovník hudebních umělců slovanských, Praha 1896. Handschrift im Národní muzeum - České muzeum hudby, Signatur ABE370, online. – „Wörterbuch der slawischen Musiker“